# Jennifer Jones
Jennifer Jones (n. 2 martie 1919, Tulsa, Oklahoma, SUA – d. 17 decembrie 2009, Malibu, California, SUA) a fost o actriță americană de film, laureată a premiului Oscar.

## Filmografie selectivă
- 1939 Noua frontieră (New Frontier), regia George Sherman
- 1943 Cântecul Bernadettei (The Song of Bernadette), regia Henry King
- 1946 Duel în soare (Duel in the Sun), regia King Vidor
- 1948 Portretul lui Jennie (Portrait of Jennie), regia William Dieterle
- 1950 Gone to Earth
- 1952 Sora Carrie (Carrie), regia William Wyler
- 1952 Ruby Gentry (Ruby Gentry), regia King Vidor
- 1953 Stația Termini (Stazione Termini), regia Vittorio De Sica
- 1955 Dragostea înseamnă o mulțime de lucruri minunate (Love Is a Many-Splendored Thing), regia Henry King
- 1957 Adio arme (A Farewell to Arms), regia John Huston și Charles Vidor
- 1962 Blândețea nopții (Tender Is the Night), regia Henry King
- 1966 Idolul (The Idol), regia Donald Petrie
- 1969 Înger îngerașul meu... (Angel, Angel, Down We Go), regia Robert Thom
- 1974 Infernul din zgârie-nori (The Towering Inferno), regia John Guillermin

## Legături externe
- Jennifer Jones la Internet Movie Database